# ジョズエ・カルドゥッチ (駆逐艦)
ジョズエ・カルドゥッチ（Giosuè Carducci）はイタリア王立海軍の駆逐艦。

## 艦歴
イタリアが第二次世界大戦に参戦した当時、カルドゥッチは同型艦のアルフィエーリ、ジョベルティ、オリアーニともに第9駆逐艦隊を構成していた。
1940年6月12日の深夜2時に同部隊の艦、第1巡洋艦隊（重巡洋艦ザラ、フィウメ、ゴリツィア）、第8巡洋艦隊（軽巡洋艦ドゥーカ・デッリ・アブルッツィおよびガリバルディ）第16駆逐艦隊（ダ・レッコ、ペッサーニョ、ウゾディマーレ）とともにイオニア海の哨戒のためにターラントを出航した。
7月2日に同型艦部隊、第1巡洋艦隊（ザラ、フィウメ、ゴリツィア）、軽巡洋艦バンデ・ネーレおよびコレオーニ、第10駆逐艦隊（マエストラーレ、グレカーレ、リベッチオ、シロッコ）とともに、リビヤから帰還する護送船団（トリポリあらナポリに向かう水雷艇プロチオーネ、オルサ、ペガソに護衛された兵員輸送船エスペニアおよびヴィクトリア）の間接護衛任務についた。
7月7日の午後に同型艦部隊および第2艦隊の残り（ポーラ）、第1、第2、第3および第7巡洋艦隊の全11隻、第10、第11、第12および第13駆逐艦隊とともに出航し、その後第1艦隊と合流して7月9日のカラブリア沖海戦に参加した。戦闘中にイタリア艦隊が後退する際に、第9駆逐艦隊は魚雷による反撃のために派遣され、13,500メートルの距離から合計5発を発射したが、命中させることはできなかった。
7月30日から8月1日にかけて、同型艦部隊、巡洋艦ポーラ、ザラ、フィウメ、ゴリツィア、トレント、ダ・バルビアーノ、アルベルト・ディ・ジュッサーノ、エウジェニオ・ディ・サヴォイア、ドゥーカ・デッリ・アブルッツィ、アッテンドーロ、モンテクッコリ、第12、第13、第15駆逐艦隊の11隻とともにリビヤに向かう貨物船10隻、駆逐艦4隻および水雷艇12隻からなる船団の間接護衛任務についた。
11月27日の昼頃、ポーラ、第1巡洋艦隊および第9駆逐艦隊の同型艦とともにナポリを出航し、決着がつかなかったスパルティヴェント岬沖海戦に参加した。
1940年12月には、アルフィエーリおよびジョベルティとともにイタリア王国陸軍の作戦行動を支援するために、アルバニアおよびギリシャの沿岸部を砲撃した。
1941年1月6日、アルフィエーリ、ジョベルティ、駆逐艦フルミーネおよび第14水雷艇部隊（パルテノーペ、パラーデ、アルタイル、アンドロメダ）とともにポルト・パレルモ（アルバニア）のギリシャ軍駐屯地を砲撃した。

### マタパン岬沖海戦
3月26日の11時、第9駆逐艦隊の同型艦および第1艦隊（ザラ、ポーラ、フィウメ）とともにヴィトリオ・キニゴー中佐の指揮のもとターラントを出航し、戦艦ヴィットリオ・ヴェネト、第3巡洋艦隊（トレント、ボルツァーノ）、第8巡洋艦隊（ガリバルディ、ドゥーカ・デッリ・アブルッツィ）第13駆逐艦隊（グラナティエーレ、ベルサリエーレ、フチリエーレ、アルピーノ）、第16駆逐艦隊（ダ・レッコ、ペッサーニョ）、第12駆逐艦隊（コラッツィエーレ、カラビニエーレ、アスカリ）とともに、後にマタパン岬沖海戦と呼ばれることになる「ガウド」作戦に参加した。
この戦闘中、3月28日の夕方にポーラが雷撃機による攻撃で航行不能となった。イタリア艦隊の司令官アンジェロ・イアキーノ提督は第1艦隊と第9駆逐艦隊の全艦を損傷した巡洋艦を救助するために差し向けたが、22時27分にポーラの近辺に到着したときに、英戦艦バーラム、ヴァリアント、ウォースパイトから、まずザラ、フィウメ、アルフィエーリ、カルドゥッチが砲撃を受け、次にポーラ（英駆逐艦からの魚雷攻撃も受けた）が攻撃された。戦闘開始時に、戦列の最後尾に位置し、その前にカルドゥッチがいた。ある程度の深刻な損傷を被ったもののどうにか後退し、無傷のジョベルティとともに撤退することができたが、これは煙幕を張って部隊の退却を隠蔽し、イギリス艦隊に向かったカルドゥッチの犠牲によるものだった。その直後の23:45にカルドゥッチは英戦艦の斉射を受けて大破し、生存者は艦を放棄した。英駆逐艦ハヴォックは炎上して漂流するカルドゥッチを視認し、魚雷攻撃で止めを刺し、カルドゥッチは爆発した。
一部が海中におり、一部が救命艇にのった沈没船の生存者は、洋上に数日間取り残され殆どが死亡した。艦長のジノッキオ中佐（武功金勲章）は生存者をまとめ、落胆と狂気が彼らを襲うのを防ぐために歌を歌わせ、船乗りの祈りを唱えさせた。
戦闘で沈没した艦の生存者を派遣された病院船グラディスカは、4月2日の14:12に北緯35度56分、東経21度14分の海上で2艘の救命艇を発見し、カルドゥッチの生存者21名を救出した。グラディスカは4月3日の12:38から14:06の間にカルドゥッチの4艘の救命艇を発見し、合計14名の生存者を救出した。
カルドゥッチの乗組員総計204名のうち、169名が死亡ないし行方不明となり、ジノッキオ艦長を含む35名が救出された。
カルドゥッチは合計38回の任務を遂行し（海戦7回、沿岸砲撃3回、船団護衛4回、訓練7回、その他17回）、14,856カイリを航海した。

### 艦長
ヴィンチェンツォ・ノヴァーリ中佐（1898年10月30日生まれ、1940年6月10日 - 1940年10月28日）
アルベルト・ジノッキオ中佐（1901年11月29日、スペツィア生まれ、1940年10月29日 - 1941年3月28日）